# 葛飾北明
葛飾 北明（かつしか ほくめい、生没年不詳）とは、江戸時代の浮世絵師。

## 来歴
葛飾北斎の門人。江戸の人で葛飾の画姓を称し、九々蜃、画狂人と号す。作画期は文化から文政の頃にかけてで、読本の挿絵や肉筆美人画を残している。
北斎筆の「鯉図」（埼玉県立博物館所蔵）には北斎の自筆で「年来持伝候亀毛蛇足之印御譲り申上候　御出精可致候以上　文化十癸酉年四月廿五日」とあり、これは北斎が使っていた「亀毛蛇足」の印章を文化10年（1813年）4月、人に譲ったことを記しているが、文政7年（1824年）刊行の『月桂新話』の奥付に「東都葛飾北明」の名と「亀毛蛇足」の印があり、「葛飾北明筆」の落款がある「立美人図」にも「亀毛蛇足」の印が捺されていることから、この印章を北斎から譲り受けたのは北明であったことがわかる。
なお文政13年（1830年）刊行の『北明子画品』には「井上北明政女筆」とあり、これが同一人物ならば北明は井上姓の「政女」という女流絵師だったことになるが定かではない。また「春旭斎北明」の落款がある絵があり、その画風は戴斗の画号を使っていた頃の北斎のものに似るが、これは別人とされている。

## 作品
- 『復讐奇談　幸物語』六巻　読本　※栗杖亭鬼卵作、文政2年（1819年）刊行
- 『月桂新話』前編　読本　※鬼卵作、文政7年刊行
- 「行燈美人」　絹本着色　光記念館所蔵　※「葛飾北明筆」の落款、「北明」の白文方印あり。那須ロイヤル美術館（小針コレクション）旧蔵
- 「河岸美人納涼図」　絹本着色　日本浮世絵博物館所蔵　※「戊辰夏日　九々蜃北明画」の落款、朱文円印あり。「戊辰」は文化5年（1808年）。
- 「立美人図」　紙本着色　※「葛飾北明筆」の落款と「亀毛蛇足」の朱文方印、「たをやめの　ゑまひををみつの　いとすちに　こゝろをひかぬ　人はあらしな　みつを」の画讃あり
- 「手紙をよむ女図」　紙本着色　※中右瑛コレクション